# Nora (pel·lícula de 2000)
Nora és una pel·lícula de drama estrenada el 2000, dirigida per Pat Murphy i basada en la reconstrucció de la vida de Nora Barnacle, la protagonista de l'obra teatral d'Ibsen Casa de nines. El rodatge de la pel·lícula es va estendre a diversos països com ara Irlanda, el Regne Unit, Itàlia o Alemanya. En el paper protagonista, Nora Barnacle, trobem a Susan Lynch i com a actor destacat, en el paper de James Joyce, a Ewan McGregor. Aquesta pel·lícula està basada en l'obra de Brenda Maddox. S'ha doblat i subtitulat al català.

## Argument
Nora és una dona jove, divertida i de gran coratge que no vol ser controlada per ningú. De nit es vesteix d'home i recorre la ciutat de Galway per trobar-se amb el seu amant. Quan el seu oncle Tommy l'amenaça de fer-la ingressar en un convent, Nora fuig a Dublín on comença a treballar en un hotel. Quan el jove James Joyce, un dels més grans escriptors d'aquest segle que lluita per ser respectat com a escriptor, s'acosta a Nora al mig del carrer, ella li somriu i s'adona que tot el que ha estat esperant, comença a fer-se realitat.

## Repartiment
- Susan Lynch: Nora Barnacle
- Ewan McGregor: James Joyce
- Andrew Scott: Michael Bodkin
- Peter McDonald: Stanislaus Joyce
- Roberto Citran: Roberto Prezioso
- Vinnie McCabe: oncle Tommy
- Veronica Duffy: Annie Barnacle
- Pauline McLynn: Miss Kennedy
- Aedin Moloney: Eva Joyce